# Coyote Ugly
Coyote Ugly är en amerikansk romantisk komedi från 2000 i regi av David McNally med Piper Perabo i huvudrollen som Violet Sanford. Filmen hade Sverigepremiär den 29 september 2000.
Trots filmens blandade recensioner från kritiker, samlade filmen över $113 miljoner världen över. Filmen har blivit en kultklassiker.

## Handling
Violet Sanford (Piper Perabo) bor med sin pappa Bill (John Goodman) i en småstad i New Jersey, USA. Violet är väldigt musikalisk och har tröttnat på livet i småstaden. Hon vill inte arbeta på den lokala pizzerian för evigt. 
Violet bestämmer sig för att flytta till New York för att bli låtskrivare. Tyvärr är musikbranschen oerhört tuff och Violet blir tvungen att ta ett jobb på baren Coyote Ugly. Där går det vilt till; tjejerna dansar på baren, det är alltid fullpackat och alkoholen slutar aldrig att flöda. När Violet börjar arbeta i baren möter hon Lil (Maria Bello), Cammie (Izabella Miko), Rachel (Bridget Moynahan) och Zoe (Tyra Banks). 
Livet leker och Violet träffar den attraktiva australiensaren Kevin O'Donnell (Adam Garcia), som hon inleder ett förhållande med. Kevin försöker hjälpa Violet att övervinna sin scenskräck, vilket hon måste för att kunna bli låtskrivare. Men klarar Violet Kevins press? Och kan Kevin hantera Violets extraknäck i baren?

## Rollista (urval)
| Piper Perabo     | – Violet Sanford  |
| Adam Garcia      | – Kevin O'Donnell |
| Maria Bello      | – Lil             |
| Izabella Miko    | – Cammie          |
| Tyra Banks       | – Zoe             |
| Bridget Moynahan | – Rachel          |
| John Goodman     | – Bill Sanford    |
| Melanie Lynskey  | – Gloria          |
| Del Pentecost    | – Lou (barvakten) |
| Michael Weston   | – Danny           |
| Johnny Knoxville | – College-kille   |
| LeAnn Rimes      | – sig själv       |

## Priser och utmärkelser
- 2003 - Vann ett Ascap-pris i kategorin Mest Framfört Ledmotiv Från Film
- 2001 - Vann ett Blockbuster Entertainment Award i kategorin Favoritsång Från Film
- 2001 - Nominerad till ett Blockbuster Entertainment Award i kategorin Favorit-nykomling
- 2001 - Vann ett MTV Movie Award i kategorin Bästa Musikaliska Inslag
- 2001 - Nominerad till ett MTV Movie Award i kategorin Bästa Kvinnliga Genombrottsprestation
- 2001 - Nominerad till ett Golden Reel Award i kategorin Bästa Ljudredigering